# Casamento de Guilherme de Gales e Catherine Middleton
O casamento do Príncipe Guilherme (William) de Gales e Catherine Middleton foi um evento britânico de proporções mundiais, sendo assistido por 2,5 bilhões de pessoas em todo o planeta. Desde o noivado em 16 de novembro de 2010 à cerimônia religiosa em 29 de abril de 2011, o assunto tem atraído a atenção do público e da mídia, remetendo ao enlace dos pais do noivo, o príncipe Carlos, Príncipe de Gales e a Lady Diana Spencer, Princesa de Gales.

## Noivado

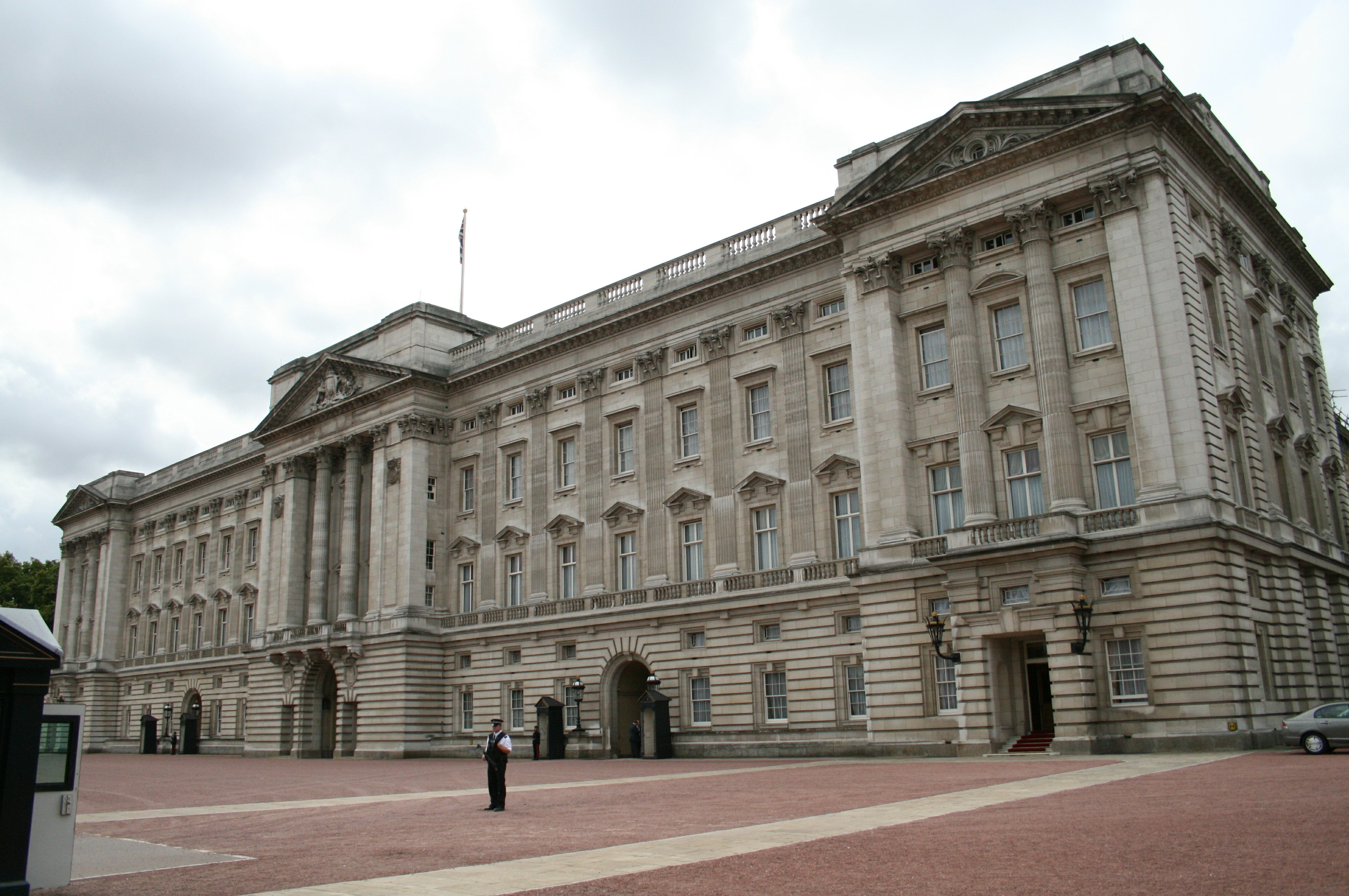
Arredores de Londres

Em 16 de novembro de 2010, a Clarence House anunciou oficialmente que o príncipe William de Gales, segundo na linha de sucessão ao trono britânico e herdeiro direto do príncipe Carlos, Príncipe de Gales, estava oficialmente noivo da até então senhorita Catherine Middleton, uma plebeia do condado de Berkshire. O casal conheceu-se na faculdade de Universidade de St. Andrews na Escócia e mantinha um relacionamento amoroso de 8 anos.
O príncipe havia pedido a namorada em casamento um mês antes, durante uma viagem ao Quênia, presenteando-a com o mesmo anel de diamantes e safira que seu pai havia ofertado à sua mãe, em seu noivado há 30 anos.
Segundo uma história que circula, o anel originalmente teria ficado como propriedade do príncipe Henry de Gales (irmão do noivo), enquanto que o príncipe William teria ficado com um relógio; porém ao saber dos planos de William em pedir Catherine em casamento, Henry cedeu voluntariamente o anel de noivado para o irmão William, que ficaria noivo e se casaria primeiro; e na troca feita pelos irmãos, Henry optou por ficando com o relógio.
No mesmo dia, os noivos seguiram para o Palácio de St. James para uma coletiva de imprensa, e deram uma entrevista exclusiva para o repórter Tom Bradby, da ITV News.
Os pais da noiva, Michael e Carole Middleton, e a avó do noivo,  a rainha Isabel II do Reino Unido, mostraram-se absolutamente "encantados". Enquanto o pai do noivo, o príncipe Carlos, Príncipe de Gales, foi um tanto quanto irônico, dizendo que "Eles têm praticado bastante".
Felicitações vieram de autoridades políticas e religiosas, bem como de artistas e populares de todo o mundo.
Em 12 de dezembro de 2010, foram divulgadas as fotos oficias do noivado, tiradas pelo peruano Mario Testino em 25 de novembro de 2010.
Como preparação para a vida que Catherine Middleton passaria a ter após o casamento como membro da família real britânica, o casal logo passou a aparecer junto em diversos compromissos oficiais em cidades de Inglaterra, Escócia, País de Gales e Irlanda do Norte.

## Cerimônia religiosa

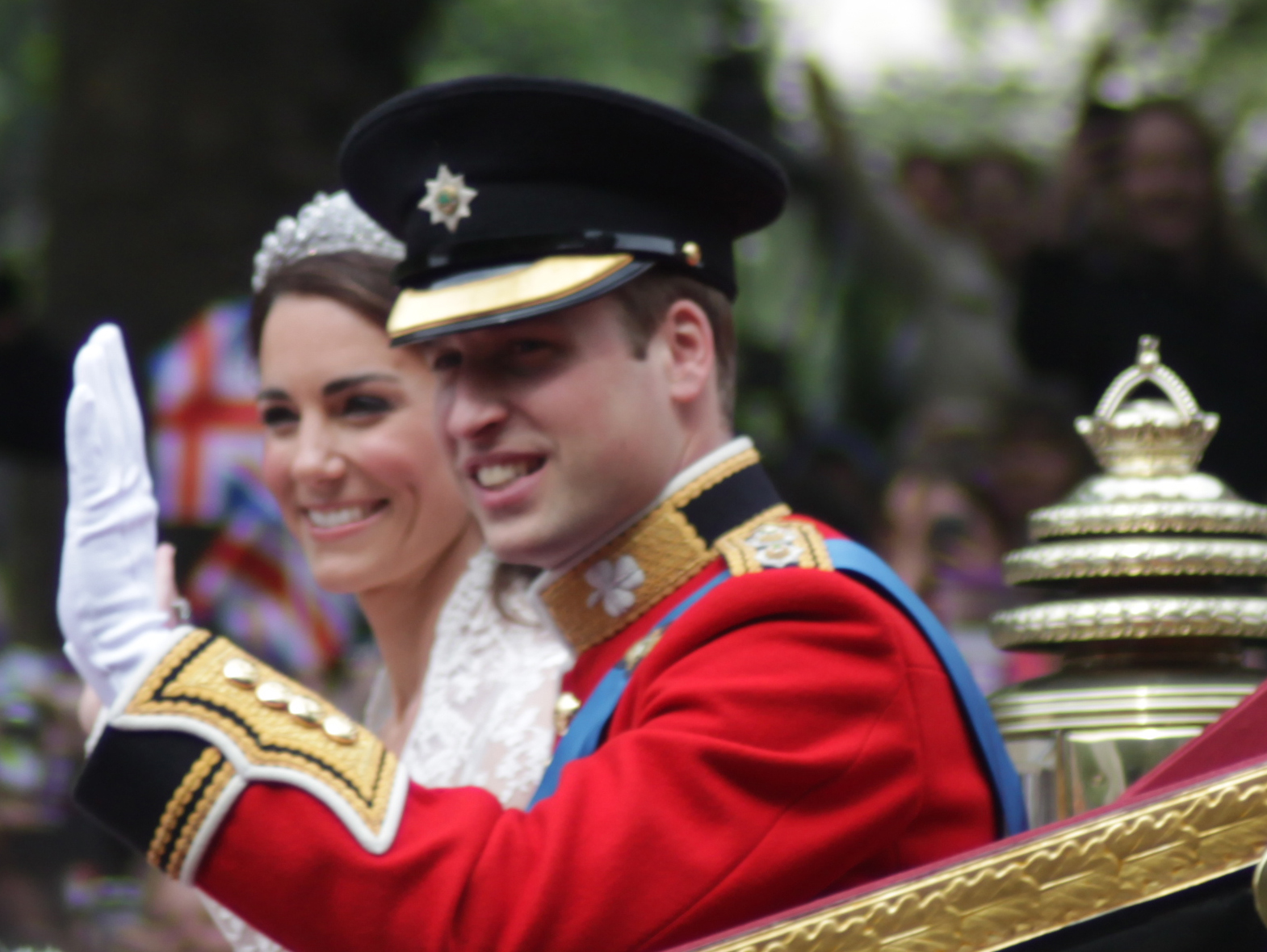
Guilherme e Catherine depois da cerimónia religiosa a percorrer as ruas de Londres na carruagem real

A cerimônia religiosa do casamento de Guilherme e Catherine teve início às 11 horas da manhã (horário de Londres; mesmo horário em Portugal, 7 da manhã no Brasil) do dia 29 de abril de 2011, na Abadia de Westminster, durando uma hora e quinze minutos.
O Deão de Westminster conduziu o serviço, o Arcebispo da Cantuária casou os noivos e Bispo de Londres, amigo pessoal do noivo, fez uma prece.
Mais de 1 milhão de pessoas foram às ruas para saudar os noivos, aglomerando-se nos arredores da Abadia e do Palácio de Buckingham, ou assistindo por telões no Hyde Park e em Trafalgar Square.

### Vestido da noiva

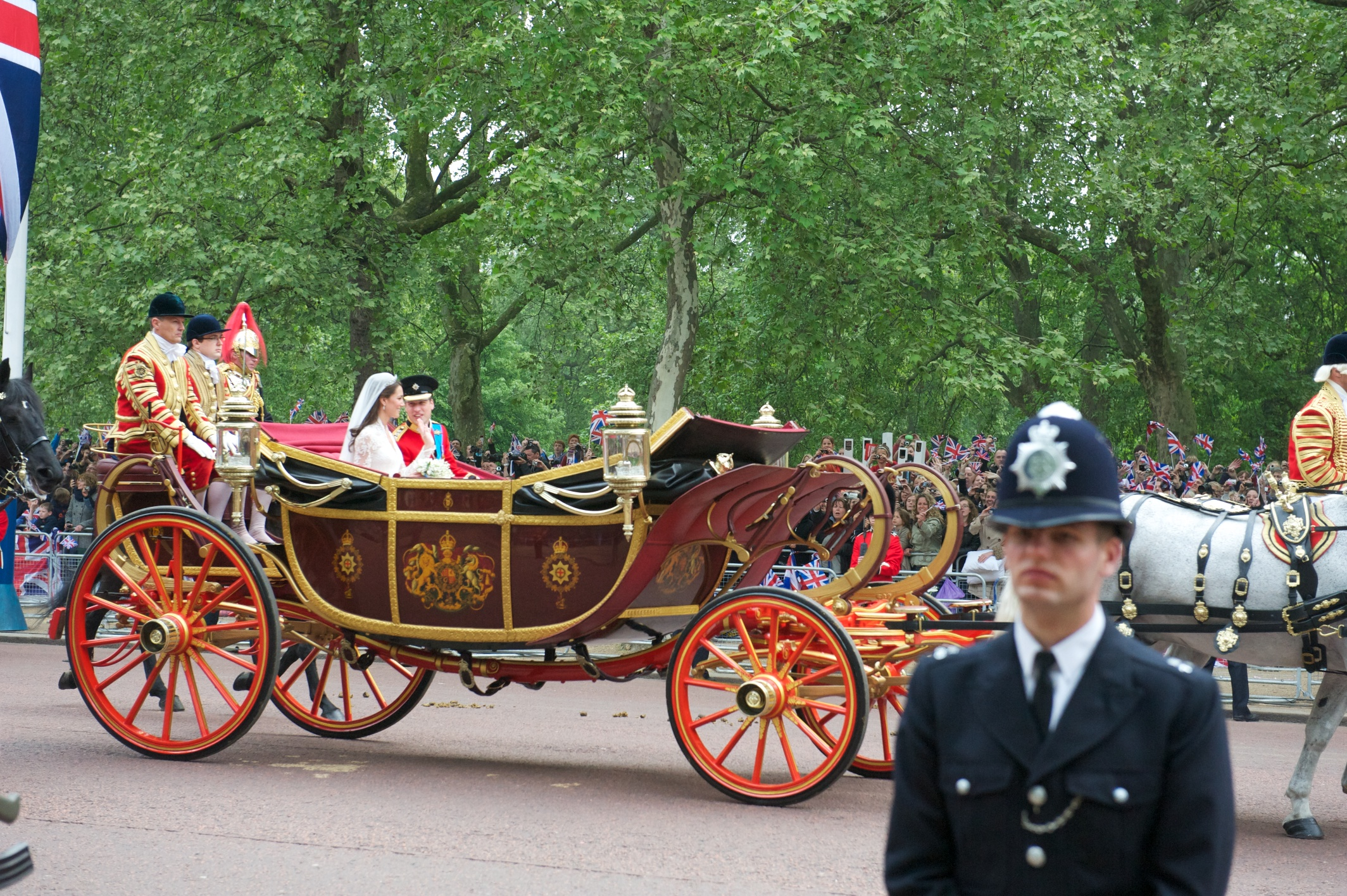
Os noivos seguem para o Palácio de Buckingham em carruagem aberta

O vestido da noiva, considerado "um segredo de Estado", só foi revelado na ocasião de sua chegada à Abadia de Westminster. O designer foi de Sarah Burton, estilista-chefe da grife britânica Alexander McQueen, um acerto para milhões de apostadores.
O modelo foi em geral bastante elogiado. As mangas de renda foram feitas pela costura do Palácio de Hampton Court.
A tiara usada pela noiva era uma Cartier Scroll 1936, ofertada pela rainha Isabel II do Reino Unido, que por sua vez a recebera de sua mãe (a Isabel Bowes-Lyon) como presente de dezoito anos.
Shane Connolly desenhou o buquê da noiva, o cabeleireiro foi Jaime Pryce e Catherine fez sua própria maquiagem.
O noivo, militar, usava o uniforme de gala de oficial da Guarda Irlandesa.

### Pajens e damas de honras
- Pippa Middleton, 27 anos, irmã da noiva, foi a madrinha e chefe das damas de honra.
- Henrique de Gales, 26 anos, irmão do noivo, foi o padrinho.

Damas de honra:
- Louise Mountbatten-Windosr, 7 anos. Filha dos condes de Wessex, Edward e Sophie; prima em primeiro grau do noivo.
- A honorável Margarita Armstrong-Jones, 8 anos. Filha dos viscondes Linley; prima em segundo grau do noivo.
- Eliza Lopes, 3 anos. Filha de Harry Lopes e Laura Parker-Lopes; neta da Duquesa da Cornualha, madrasta do noivo.
- Grace van Cutsem, 3 anos. Filha de Hugh van Cutsem; afilhada do noivo.

Pajens:
- William (Billy) Lowther-Pinkerton, 10 anos. Filho de Lowther-Pinkerton, que é secretário do noivo.
- Tom Pettifer, 8 anos. Filho de Charles Pettifer; afilhado do noivo.

### Convidados
No total, 1900 pessoas foram convidadas para a cerimônia religiosa, sendo elas familiares dos noivos, amigos pessoais, membros de famílias reais estrangeiras, autoridades britânicas, diplomatas e líderes de instituições. Famosos como Elton John, David Beckham e a esposa, Victoria Beckham, Joss Stone e Guy Ritchie foram convidados.

### Música
O coro da Abadia de Westminster, o coro da Capela Real do Palácio de St. James, a Orquestra de Londres e a fanfarra da Banda de Música da Força Área Real foram os encarregados da música do casamento real.
A noiva entrou ao som de “I was glad”.
Foram tocadas, ao longo da cerimônia, as canções “Guide me, O Thou Great Redeemer”, "Love Divine, All Loves Excelling", a patriótica “Jerusalem”, “This is the day which the Lord hath made", “Valiant and Brave” e “Crown Imperial”. Antes da cerimônia, foi tocada a folclórica Greensleeves.

### Aliança de casamento
O noivo decidiu não utilizar aliança após o casamento, preferindo apenas oferecer um anel à futura esposa. A aliança de Catherine foi feita de ouro galês, um presente da Rainha Elizabeth para o príncipe Guilherme, que ofertou ao neto “um pouco de ouro”. O uso de ouro galês nas alianças já é tradição na família real britânica.

### Títulos após o casamento

Brasões combinados de Guilherme e Catherine, Duque e Duquesa de Cambridge após o casamento

Na manhã do dia 29 de abril de 2011, a rainha Isabel II do Reino Unido tornou o príncipe William de Gales como Duque de Cambridge, Conde de Strathearn e Barão de Carrickfergus.
O título de Princesa é dado somente a moças de sangue real; assim, a noiva não pôde tornar-se princesa Catherine, tornando-se oficialmente Duquesa de Cambridge, Condessa de Strathearn e Baronesa Carrickfergus. Devido o casamento, a Catherine também ganhou o tratamento de "Sua Alteza Real" oficialmente.

## Celebrações

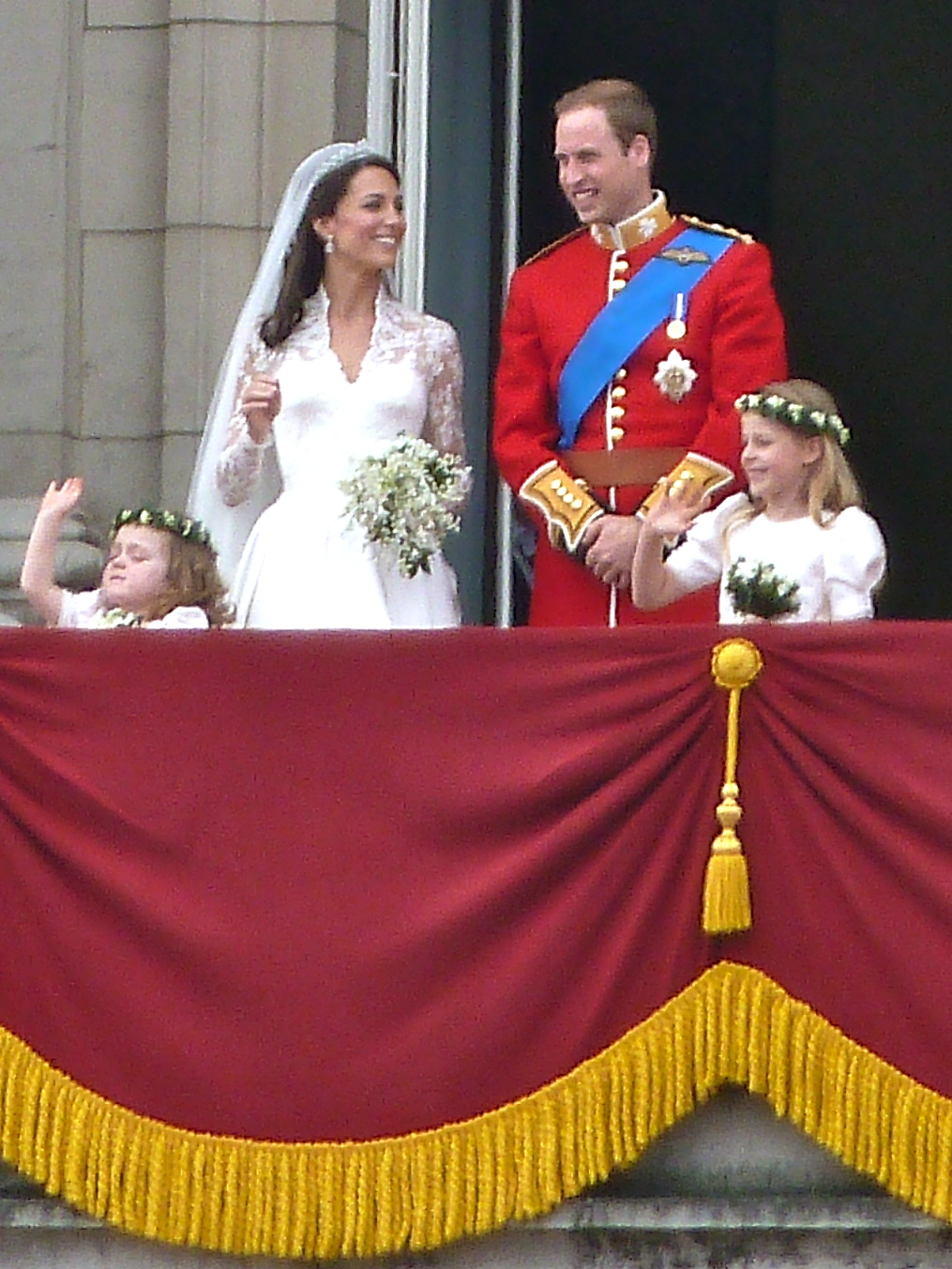
Os recém-casados aparecem na sacada do Palácio de Buckingham com algumas das damas de honra e família

Após a cerimônia, os noivos deixaram a Abadia de Westminster em uma carruagem aberta, sendo seguidos por seus pais, padrinhos, damas de honra, pajens, pela rainha Isabel II do Reino Unido, pelo duque de Edimburgo e pela duquesa da Cornualha, todos também viajando em carruagens. A procissão passou por uma rota que incluía The Mall e Whitehall, e terminou no Palácio de Buckingham.
Às 13h25, os noivos apareceram na sacada do Palácio de Buckingham e trocaram dois beijos, sendo ovacionados pela multidão.
A Força Área Britânica sobrevoou o Palácio em homenagem aos noivos.

## Celebrações familiares
A rainha reinante Isabel II do Reino Unido ofereceu uma recepção para 650 convidados no Palácio de Buckingham, na qual foram servidos canapés. Quebrando a tradição, foram servidos dois bolos de casamento: o tradicional, preparado pela confeiteira Fiona Cairns, e a torta de chocolate favorita do príncipe William de Gales, uma receita pessoal da família real britânica. A harpista Claire Jones tocou durante a recepção, que terminou no meio da tarde.
À noite, às 19 horas, o príncipe Charles, Príncipe de Gales, ofereceu um jantar privado para 300 pessoas, seguido de dança.
O café da manhã para os chamados "sobreviventes" foi oferecido pelo príncipe Henry de Gales na manhã seguinte.

## Lista de convidados

### Família real britânica
- Isabel II do Reino Unido e Filipe, Duque de Edimburgo (avós do noivo)
  - Carlos, Príncipe de Gales e Camila, Duquesa da Cornualha (pai e madrasta do noivo)
    - Henrique de Gales (irmão do noivo)

  - Ana, Princesa Real e  Sir Timothy Laurence (tios do noivo)
    - Peter Phillips e Autumn Phillips (primos do noivo)
    - Zara Phillips e Mike Tindall (primos do noivo)

  - André, Duque de Iorque (tio do noivo)
    - Beatriz de Iorque (prima do noivo)
    - Eugénia de Iorque (prima do noivo)

  - Eduardo, Conde de Wessex e Sophie, Condessa de Wessex (tios do noivo)
    - Luísa Windsor (prima do noivo)
    - Jaime Windsor, Visconde Severn (primo do noivo)
- Antony Armstrong-Jones, 1.º Conde de Snowdon (ex-marido da princesa Margarida, Condessa de Snowdon, irmã da rainha; tio do noivo)
  - David Armstrong-Jones, Visconde Linley e Serena Armstrong-Jones, Viscondessa Linley (primos em 2º grau do noivo)
    - Charles Armstrong-Jones (primo em 3º grau do noivo)
    - Margarita Armstrong-Jones (prima em 3º grau do noivo)

  - Sarah Chatto e Daniel Chatto (primos em 2º grau do noivo)
    - Samuel Chatto (primo em 3º grau do noivo)
    - Arthur Chatto (primo em 3º grau do noivo)
- Ricardo, Duque de Gloucester e Brigite, Duquesa de Gloucester (primos em 3º grau do noivo; primos da rainha)
  - Alexandre Windsor, Conde de Ulster e Claire Windsor, Condessa de Ulster (primos em 4º grau do noivo)
  - Davina Lewis e Gary Lewis (primos em 4º grau do noivo)
  - Rose Gilman e George Gilman (primos em 4º grau do noivo)
- Eduardo, Duque de Kent e Catarina, Duquesa de Kent (primos em 3º grau do noivo; primos da rainha)
  - Jorge Windsor, Conde de St. Andrews e Sylvana Windsor, Condessa de St. Andrews (primos em 4º grau do noivo)
    - Eduardo Windsor, Lorde Downpatrick (primos em 5º grau do noivo)
    - Marina-Carlota Windsor (primos em 5º grau do noivo)
    - Amélia Windsor (primos em 5º grau do noivo)

  - Helen Taylor e Timothy Taylor (primos em 4º grau do noivo)
  - Nicholas Windsor e Paola Windsor (primos em 4º grau do noivo)
- Alexandra de Kent (prima em 3º grau do noivo; prima da rainha)
  - Jaime Ogilvy e Julia Ogilvy (primos em 4º grau do noivo)
  - Marina Ogilvy (prima em 4º grau do noivo)
- Miguel de Kent e Maria Cristina, Princesa Miguel de Kent (primos em 3º grau do noivo, primos da rainha)
  - Frederick Windsor e Sophie Windsor (primos em 4º grau do noivo)
  - Gabriella Windsor (prima em 4º grau do noivo)

Outros descendentes da rainha Vitória do Reino Unido e suas famílias. Como é comum na realeza, houve ligeiro entrelaçamento das famílias. Sempre que possível, o título de família mais próxima foi observado (primo do lado do avô, em vez de terceiro primo do lado da avó, etc):
- Flora Fraser, 21ª Lady Saltoun (viúva de Alexander Ramsay de Mar, primo distante do noivo)
- Patricia Knatchbull, 2.ª Condessa Mountbatten da Birmânia (prima em 3º grau do noivo; prima de Filipe, Duque de Edimburgo e prima distante da rainha Isabel II)
  - Norton Knatchbull, 8º Barão Brabourne e Penélope Knatchbull, Baronesa Brabourne (primos em 5º grau do noivo)
- Pamela Hicks (prima em 3º grau do noivo; prima de Filipe, Duque de Edimburgo e prima distante da rainha Isabel II do Reino Unido)

### FamíliaSpencer
- Sarah McCorquodale e Neil McCorquodale (tios maternos no noivo)
  - George McCorquodale (primo em primeiro grau materno do noivo)
  - Celia McCorquodale (prima em primeiro grau materna do noivo)
- Jane Fellowes, Baronesa Fellowes e Roberto Fellowes, Barão Fellowes (tios maternos no noivo)
  - Laura Pettman (prima em primeiro grau materna do noivo)
  - Alexander Fellowes (primo em primeiro grau materno do noivo)
  - Eleanor Fellowes (prima em primeiro grau materna do noivo)
- Carlos Spencer, 9.º Conde Spencer e Karen Gordon (tios maternos do noivo)
  - Kitty Spencer (prima em primeiro grau materna do noivo)
  - Eliza Spencer (prima em primeiro grau materna do noivo)
  - Amelia Spencer (prima em primeiro grau materna do noivo)
  - Louis Spencer, Visconde Althorp (primo em primeiro grau materno do noivo)
- Anne Wake-Walker (tia-avó materna do noivo)

### Família Middleton
- Michael Middleton e Carole Middleton (pais da noiva)
  - Pippa Middleton e Alex Loudon (irmã e cunhado da noiva)
  - Jaime Middleton (irmão da noiva)
- Gary Goldsmith e Luana Goldsmith (tios materno da noiva e sua ex-mulher)
  - Tallulah Goldsmith (prima da noiva)
- Outros familiares, incluindo Matita Glassborow, Jean Harrison, Stephen Lupton, David Middleton, Elizabeth Middleton, Timothy Middleton, John Middleton, Richard Middleton, Simon Middleton, Nicholas Middleton, Adam Middleton, Anne Gabriella Middleton e Lucy Middleton.

### Realeza e casas reais reinantes
Arábia Saudita:
- Mohamed bin Nawaf e Fadwa bint Khalid da Arábia Saudita, Alwaleed bin Talal bin Abdulaziz al Saud e Ameerah al-Taweel

Bélgica:
- Filipe, Duque de Brabante e Matilde, Duquesa de Brabante

Butão:
- Jigme Khesar Namgyal Wangchuck do Butão e Jetsun Pema

Brunei:
- Hassanal Bolkiah e Anak Saleha de Brunei

Bahrein:
- Sheikh Khalifa bin Ali Al-Khalifa

Dinamarca:
- Margarida II da Dinamarca

Emirados Árabes Unidos:
- Mohammed bin Zayed Al Nahyan, Príncipe Herdeiro de Abu Dhabi

Espanha:
- Rainha consorte Sofia da Espanha
  - Príncipe Felipe, Príncipe das Astúrias e Letícia, Princesa das Astúrias

Kuwait:
- Ahmad Hmoud Al-Sabah do Kuwait

Lesoto:
- Seeiso do Lesoto e Mabereng do Lesoto

Luxemburgo:
- Henrique e  Maria Teresa de Luxemburgo

Malásia:
- Mizan Zainal Abidin e Nur Zahirah da Malásia

Marrocos:
- Lalla Salma, Princesa Consorte de Marrocos

Mónaco:
- Alberto II de Mônaco e Charlene Wittstock

Noruega:
- Haroldo V e Sônia da Noruega

Omã:
- Tariq bin Taimur Al-Said do Omã

Países Baixos:
- Guilherme Alexandre, Príncipe de Orange e Máxima dos Países Baixos

Catar:
- Hamad bin Khalifa e Mozah bint Nasser Al Missned do Qatar

Suazilândia:
- Mswati III de Essuatíni

Suécia:
- Princesa Vitória, Princesa Herdeira da Suécia e Daniel, Duque da Gotalândia Ocidental

Tailândia:
- Maha Chakri Sirindhorn da Tailândia

Tonga:
- Jorge Tupou V de Tonga

### Realeza e dinastias não-reinantes
Alemanha:
Baden:
- Maximiliano, Marquês de Baden e Valéria, Marquesa de Baden (sobrinhos de Filipe, Duque de Edimburgo)
- Margarita de Baden (sobrinha de Felipe, Duque de Edimburgo)

Hesse:
- Moritz, Conde de Hesse (sobrinho de Felipe, Duque de Edimburgo)
- Carlos Adolfo e Yvonne de Hesse (sobrinhos de Felipe, Duque de Edimburgo)
  - Irina, Condessa de Schönburg-Glauchau

Hohenlohe-Langenburg:
- Filipe, Príncipe de Hohenlohe-Langenburg e Saskia, Princesa de Hohenlohe-Langenburg (sobrinhos-netos de Felipe, Duque de Edimburgo)
- Xenia de Hohenlohe-Langenburg e Max Soltman (sobrinhos-netos de Felipe, Duque de Edimburgo)

Bulgária:
- Simeão II e Margarita da Bulgária

Grécia:
- Constantino II e Ana Maria da Grécia
  - Paulo, Príncipe Herdeiro da Grécia e Maria Chantal, Princesa Herdeira da Grécia
    - Constantine-Alexios da Grécia e Dinamarca

Islã:
- Aga Khan IV

Iugoslávia:
- Alexandre, Príncipe Herdeiro da Iugoslávia e Catarina, Princesa Herdeira da Iugoslávia
- Isabel da Iugoslávia

Roménia:
- Miguel I da Romênia
  - Margarita, Princesa Herdeira da Romênia

## Lua de mel
Os duques de Cambridge passaram um final de semana privado em sua residência na ilha de Anglesey, no País de Gales, e acabaram por adiar a lua de mel, que ocorreu algumas semanas depois. O casal viajou para Seychelles, passando dez dias em uma ilha privada.

## Audiência
A audiência na televisão britânica ficou entre as maiores da história, registrando 24 milhões de telespectadores.
No Brasil, bateu recordes de audiência para o horário, registrando 22 pontos no IBOPE (somadas as transmissões de todas as emissoras) algo surpreendente se levarmos em consideração o dia e horário.
Nos Estados Unidos, calcula-se uma audiência em torno de 23 milhões de pessoas, considerando que a transmissão na televisão estadunidense começou no final da madrugada até o início da manhã. Esses números serão maiores se considerarmos as pessoas que assistiram o evento via internet ou em futuras reprises.
Os três canais generalistas em Portugal (RTP1, SIC e TVI) acompanharam o casamento real britânico com emissões especiais e o vencedor em termos de audiência foi a TVI, que começou a sua emissão em direto de Londres às 8h30. Assim, o programa da TVI “William e Kate, o casamento real” – com Judite de Sousa, Felipa Garnel, Júlio Magalhães, Manuel Luís Goucha e Cristina Reyna – obteve 4,1% de audiência média (387 819 telespectadores) e 37,4% de share. Na 2.º posição ficou a RTP1 com a “Edição especial” a alcançar 3,7% de audiência e 32,2% de share, enquanto o “Querida Júlia - Especial Casamento Real”, da SIC, conquistou 1,9% de audiência média e 17,1% de share, a emissão especial da SIC foi conduzida por Júlia Pinheiro, Ana Marques, Clara de Sousa e a jornalista Sara Antunes de Oliveira.